# Choroszawka (Kraj Ałtajski)
Choroszawka (ros. Хорошавка) – osiedle w Rosji, w Kraju Ałtajskim, w rejonie błagowieszczeńskim. W 2010 liczyło 144 mieszkańców.